# Hochzeit in Konstantinopel
Hochzeit in Konstantinopel ist ein Roman von Irmtraud Morgner, der 1968 im Aufbau-Verlag Berlin und Weimar erschien. Die 44 kurzen Kapitel teilen sich zu gleichen Anteilen in eine Rahmen- und Binnenhandlung auf. Die Rahmenhandlung beschreibt die gegenwärtige (Hochzeits-)Reise eines Paares nach „Konstantinopel“, einem von der Hauptperson so genannten Ort an der jugoslawischen Adria. In der Binnenhandlung erzählt die Hauptfigur Bele phantastische Geschichten. Rahmen- und Binnenhandlung bewirken eine „virtuose Mischung aus Phantastik und realistischer Alltagsbeschreibung“. Irmtraud Morgner gelang mit diesem Roman der literarische Durchbruch in der DDR.

## Handlung

### Die Rahmenhandlung
Bele und Paul begeben sich vorzeitig auf Hochzeitsreise, vorzeitig, da die beruflichen Planungen Pauls keine Reise nach der standesamtlichen Hochzeit zulassen. Die Reise an die jugoslawische Adria wird dem Paar durch das Institut, an dem Paul arbeitet, ermöglicht.
Die Rahmenhandlung ist ein Ausschnitt aus dem Tagebuch der Bele H. Der Reiseablauf wird Tag für Tag geschildert. Bele H. nennt ihren Urlaubsort „Konstantinopel“.
Auf der Hochzeitsreise versucht Bele H. Pauls Blick für die Realität zu wecken. Hierfür erzählt sie ihm jeden Abend eine phantastische Geschichte. In diese verpackt sie einerseits Anekdoten aus ihrem Leben, andererseits möchte sie seine Aufmerksamkeit für ihre Person erlangen. Ausflüge zu zweit bzw. mit der Reisegruppe sind selten. Bele verbringt ihre Zeit mit dem Erkunden des Städtchens, Baden, Besuch von Basaren und dem Fotografieren. Paul hingegen sieht die Hochzeitsreise als Möglichkeit, ungestört zu arbeiten. So sitzt er oft in seinem Zimmer und entwirft Formeln, rechnet und stöbert in seinen Büchern. Ausflüge sieht Paul als verschenkte Zeit.
Paul liebt Bele. Er ist der Meinung, dass Bele ihn „liebte […], weil er ein begabter Wissenschaftler“ sei. Bele indes beklagt sich nicht, dass er während ihrer Reise arbeitet. Auch wenn sie deshalb keinen Streit mit ihm hat, erfährt der Leser in ihren Geschichten (Binnenhandlung) mehr über ihre Gedanken. Die Hochzeitsfeier findet spontan in Verbindung mit der Abschiedsfeier der Reisenden im großen Speisesaal statt. Die Reisegruppe isst eine „Henkers- beziehungsweise Hochzeitsmahlzeit […]. Paul schlang schweigend. Große blicklose Augen.“ Direkt nach der Feier machen sich die Reisenden auf den Rückweg nach Berlin. Paul arbeitet auch während des Fluges. In Berlin angekommen wird das Paar von Brandis, dem Institutsprofessor, und seinem Chauffeur erwartet. Auf schnellstem Wege fahren sie zum Standesamt. Auch im Auto überarbeitet Paul seinen Vortrag, für den er noch am gleichen Abend nach Budapest fliegt. Bele lässt den Chauffeur anhalten, verabschiedet sich von den Herren und Paul und wagt: „Das absolute Experiment.“ Sie verlässt Paul, noch bevor sie heiraten.
In der Rahmenhandlung wird aber auch der sozialpolitische Hintergrund dieser Zeit in der DDR thematisiert. So wird durch die Hauptfigur Bele der Konflikt ihrer Berufe (Taxifahrerin bei VEB, Schaffnerin bei der BVG), die nicht frauentypisch sind, dargestellt. Auch Paul weist stets darauf hin, dass sie als Laborantin hätte weiterarbeiten sollen.
Die Gleichberechtigung der Frau wurde in der Verfassung der DDR festgeschrieben. Meist ist die Frau jedoch einer Doppelbelastung (Beruf und Haushalt) ausgesetzt. Die weiblichen Reisemitglieder üben Kritik an der derzeitigen Situation: „Vereinzelt hört man die Meinung, daß die Demokratie in Familie und Beruf beginnen müsse und daß dazu auch die Gleichberechtigung der Frau gehöre.“
Frau Kunsch prangert an, dass den Frauen kein Geschlechtsleben zustehe: „Eine Frau mit nicht unterdrückter Sexualität gälte […] als nymphoman.“

### Die Binnenhandlung
Über die Binnenhandlung wird der Roman mit phantastischen Elementen ausgeschmückt. Der Leser erfährt durch sie Vergangenes aus Beles Leben und erhält Einblicke in die Gedankenwelt der jungen Frau.
Bele erzählt von ihren Kriegserlebnissen im Kindesalter, ihrer Schulzeit in der Nachkriegszeit und von dem Traum zu studieren. Sie erinnert sich an das Leben, Sterben und Glauben ihrer Großmutter. Die Unannehmlichkeiten im Schaffner-Beruf werden ebenso thematisiert.
Sie spricht von dem nicht zu überwindenden Gegensatz der Phantasie von Dichtern und der Rationalität der Wissenschaftler, sozusagen von den beiden gegensätzlichen Charakteren der beiden Liebenden.
Gegen Ende des Romans wird das Infragestellen der Beziehung über die Geschichten immer deutlicher. So beschreibt das Kapitel „Saldo“, wie ein Mann jeden Tag an das Grab seiner geliebten Ehefrau geht und bereut, zu wenig Zeit für die Liebe aufgebracht zu haben.
Pauls Drang nach beruflichen Auszeichnungen wird im Kapitel „Wie mir ein Orden verliehen ward“ angedeutet. Auf Wolken schwebend, im Jenseits, wird der Orden verliehen und verblasst nach wenigen Tagen wieder.
In der letzten phantastischen Geschichte verschluckt die Ich-Erzählerin einen Erdenkloß. Doch dieser „Lehmkloß war [ihr] offenbar schlecht bekommen“ Bele möchte nicht mehr. Sie möchte ihr eigenes, fröhliches Leben zurück und einen Mann, der nicht ausschließlich seine Arbeit im Kopf hat. Eine Therapie, d. h. eine Veränderung des Lebens war notwendig, auch wenn der „Fall […] die Schlagzeilen der Fachpresse [bestimmte]“. Doch Paul ist für die Geschichten taub. Er kann diesen nicht die Anspielungen auf das Liebesaus entnehmen.
Die Ich-Erzählerin deutet in der letzten Geschichte auch auf die gesellschaftlichen Hintergründe des Sozialismus hin: „Mein Arzt verarbeitete [den Krankheitsfall] zu einem Buch […] Das Werk gab in seinen Anfangskapiteln einen historischen Abriß der Stellung der Frau in den verschiedenen Gesellschaftsformationen und der daraus resultierenden physiologischen Konsequenzen“ für das weibliche Geschlecht.

## Personen

### Bele
Bele wohnt gemeinsam mit ihrem Sohn Bruno in Berlin. Ihre Scheidung von ihrem Mann Jens liegt 3 Jahre zurück. Sie übte bisher verschiedene Berufe aus: Taxifahrerin bei der VEB, Laborantin am Institut und Schaffnerin bei der BVG. Ihre Mutter ist nicht stolz über ihre Berufswahl. Sie ist der Meinung, dass man „solche Berufe […] nur aus sachlichen Gründen [erwähnt].“
Bele ist eine abenteuerfreudige junge Frau. Ihre Leidenschaft ist das Fotografieren. Auf den gemeinsamen Ausflügen ist sie im Gegensatz zu Paul sehr an der Landschaft interessiert. Sie beschwert sich nicht darüber, dass Paul in ihrem gemeinsamen Urlaub nur an die Arbeit denkt. Sie nimmt Rücksicht auf ihn. Für sie ist Paul nicht ein begehrenswerter Wissenschaftler, sondern „sie liebte ihn, weil er ein begabter Liebhaber war.“
Bele erzählt ihrem Verlobten Paul jeden Abend eine Geschichte. Sie begründet dies damit, dass sie das Geschichtenerzählen für ihren Sohn Bruno trainieren müsse. In diesen Geschichten verpackt sie jedoch Erinnerungen an ihre Kindheit und Schulzeit. Sie übt in diesen aber auch stille Kritik an der rationalen Sicht- und Denkweise Pauls und dem Beziehungsleben. In ihren letzten Geschichten bringt sie immer mehr ihren Unmut über Paul zum Ausdruck und deutet das Beziehungsaus stetig an.

### Paul
Paul ist ein sehr arbeitsamer junger Atomphysiker. Er verbringt seine Freizeit nicht mit dem Ausüben von Hobbys, sondern mit dem Durchstöbern von Büchern, Rechnen und Formeln, damit er eines Tages viel Ruhm erreicht. Er ist stetig auf der Suche nach neuen Entdeckungen, die ihn auch nach seinem Tod berühmt machen sollen. Durch seine berufliche Tätigkeit ist er schon viel in der Welt herumgekommen, u. a. nach Berkeley, Brookhaven, Chicago, Dubrovnik. Die Reise nach „Konstantinopel“ ist seine erste Privatreise. Doch auch auf dieser Hochzeitsreise widmet er viele Tage seiner Arbeit und verbringt viel Zeit auf seinem Zimmer. Wenn Paul im Arbeitsfieber ist, isst er sehr viel. Die Tage zuvor entwickelt er laut Bele vermutlich eine Gastritis, er isst kaum (nur Zwieback). Er sieht den Ausflug nach Sveti Stefan im Nachhinein als verschenkte Zeit und ärgert sich darüber. Während der abendlichen Geschichten Beles hört er nicht richtig zu.
Pauls Eltern sind geschieden. Er versteht sich nicht gut mit seinem Vater, der eine Werkstatt besitzt. Derzeit lebt er noch bei seiner Mutter. Um in Ruhe zu arbeiten „bewohnt[…] er ein möbliertes Arbeitszimmer, wo er auch Damen empfangen konnte.“ Seine Wirtin findet Wiebke, die ehemalige Freundin Pauls, sympathischer. Paul und Wiebke haben nie geheiratet, da Paul auch bei ihr Schwierigkeiten hatte einen Termin für die Hochzeitsreise zu finden. Paul plant jedoch nach seiner Hochzeit mit Bele eine Wohnung zu mieten.
Paul liebt Bele sehr. „Er schwört ihr ewige Liebe.“ Dennoch ist er stets auf seine Arbeit fixiert, Bele muss sich dieser unterordnen. Die Berufswahl seiner Verlobten entspricht nicht seinen Vorstellungen. Er bemängelt des Öfteren, dass sie hätte am Institut bleiben sollen und nicht den Beruf der Schaffnerin ausüben solle.

### Weitere Personen
- Reiseleiter Konstantin
- Frau Kunsch
- Herr Borstmann (oder Porstmann)
- Rektor in Ruhe
- Wissenschaftliche Lehrerin
- Brandis: Professor am selben Institut Pauls, Trauzeuge Pauls

## Form
Formell ist der Roman mehrschichtig – in zwei Handlungsebenen (Rahmenhandlung und  Binnenhandlung) – aufgebaut. Den „Rahmen“ (extradiegetische Erzählung) bildet die tagebuchähnliche Darstellung des Reiseablaufs. Die zweite Textebene – die Binnenerzählung (intradiegetische Erzählung) – dient dem Veranschaulichen und der Vertiefung des Inhalts mittels phantastischer Gegebenheiten. Die 44 kurzen Kapitel erfahren auf diese Weise nicht nur einen Wechsel in den Handlungsebenen, sondern auch in der Erzählsituation (vgl. „Typische Formen des Romans“). Die Rahmenhandlung wird durch eine auktoriale Erzählsituation wiedergegeben. Dabei befindet sich der Erzähler außerhalb des Geschehens. Er nimmt keine Wertung des Geschehens vor, sondern beschränkt sich auf die Darstellung der fiktiven Wirklichkeit. Das berichtende Erzählen im Präteritum wird durch kleinere Dialoge zwischen den Figuren unterbrochen. Diese Äußerungen sind durch Anführungszeichen markiert. Ein Wechsel des Tempus in das Präsens findet hierbei statt.
Die Binnenhandlung ist gekennzeichnet durch einen Umbruch in der Erzählsituation. Bele tritt als fiktive Erzählerin selbst in die dargestellte Wirklichkeit ein. In Verbindung mit phantastischen Elementen, die in den Anfängen der literarischen Bewegungen der DDR zunahmen, schildert sie ihr eigenes Erleben. Der Leser kann sich dadurch mehr in den Text hineinversetzen. Auch hier wechselt das Tempus in den zunehmenden Dialogen in das Präsens.
Rahmen- und Binnenhandlung unterscheiden sich ebenso in der Wahl der Überschriften der jeweiligen Kapitel. Während die Passagen der Rahmenhandlung einzig durch eine Datumsanzeige auf ein neues Kapitel hinweisen, werden in der Binnenhandlung Überschriften gewählt, die auf den Inhalt der Geschichte schließen lassen.
Der Einstieg in den Roman ist gekennzeichnet durch die Beschreibung des Weges zum Flughafen in einer kurzen und knappen Sprache. Die Hauptfiguren werden nicht gesondert vorgestellt.
Der Eingangssatz „Eigentlich hatten sie nach Prag reisen wollen“ wiederholt sich als Schlusssatz am Ende des Romans. Bele stellt während der Geschichte die Vermutung auf, dass sich Paul in Prag mehr amüsiert hätte, dass er mehr Zeit für sie aufgewendet hätte und die Arbeit während des Urlaubes hätte ruhen lassen. Die Autorin gibt hier indirekt einen Bruch in der Geschichte an.
Zur bildhaften Untermalung der Geschichte verwendet Irmtraud Morgner zahlreiche Stilmittel. Besonders hervorzuheben ist jedoch die Verwendung des versteinerten Fabeltieres – des Fauns. Die Versteinerung des Tieres kann durch eine Träne Beles aufgelöst werden. Dafür erhält sie von diesem (Anspielung auf ihren Verlobten Paul) viele Liebesgeständnisse. Letztlich muss sie aber einsehen, dass weder Mensch noch Tier seine Charaktereigenschaften ändern kann. Der Faun versteinert und sie erkennt, dass es keine Faune gibt.
Die Zikade spielt während des gesamten Romans für Bele eine immense Rolle. Sie möchte unbedingt ein einziges Mal das Singen einer Zikade hören. Dieses kleine Insekt steht symbolisch für Gesang und Musik, laut griechischer Vorstellungswelt aber auch für „entkörperlichte Seelen“. Die Seele Beles ist stets fernab ihres eigentlichen Körpers, den Paul wahrnehmen kann. Ihre Gedanken spiegeln sich in den phantastischen Geschichten wieder, denen Paul kaum folgt. Nach langem Warten hört Bele zum ersten Mal das Singen einer Zikade, als sie auf der Verlobungsfeier von Mitreisenden ist. Vermutlich hat sie in diesem Moment erkannt, dass sich ihre Seele von ihrem Körpers entfernt und sie etwas in ihrem Leben ändern muss.

### Textausgaben
- Irmtraud Morgner: Hochzeit in Konstantinopel. Aufbau Verlag, 1. Auflage, Berlin/Weimar 1968.

### Sekundärliteratur
- Irmtraud Morgner: Erzählungen. Verbrecher Verlag, 2006, ISBN 978-3-935843-74-4.
- Begabte Liebhaber. In: Der Spiegel 41/1969, S. 216.
- Eckhard Ullrich: Irmtraud Morgners Kleinigkeiten. In: eckhard-ullrich.de.